# Unihokej

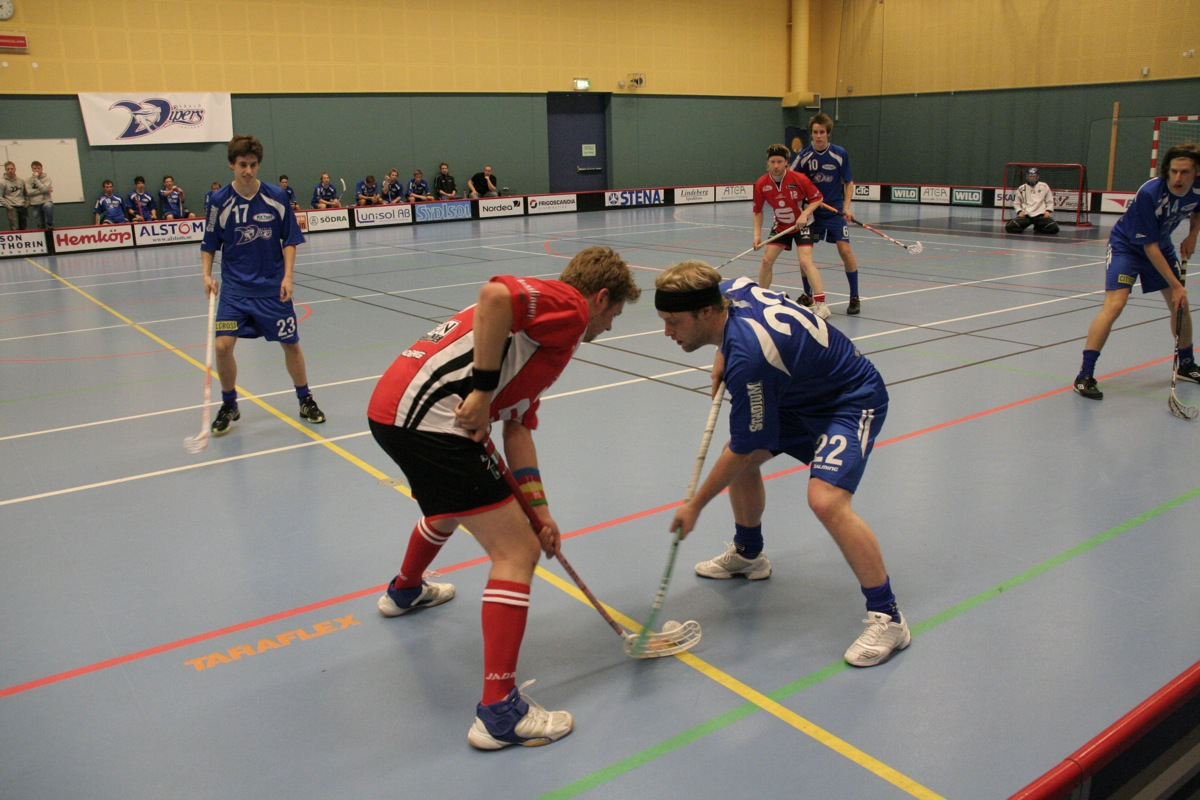
Wznowienie gry z rzutu sędziowskiego

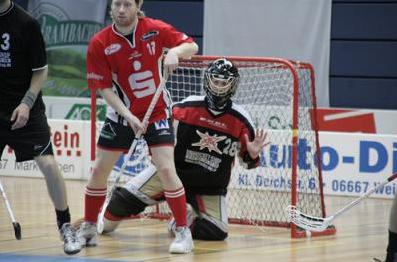
Bramkarz w sytuacji podbramkowej

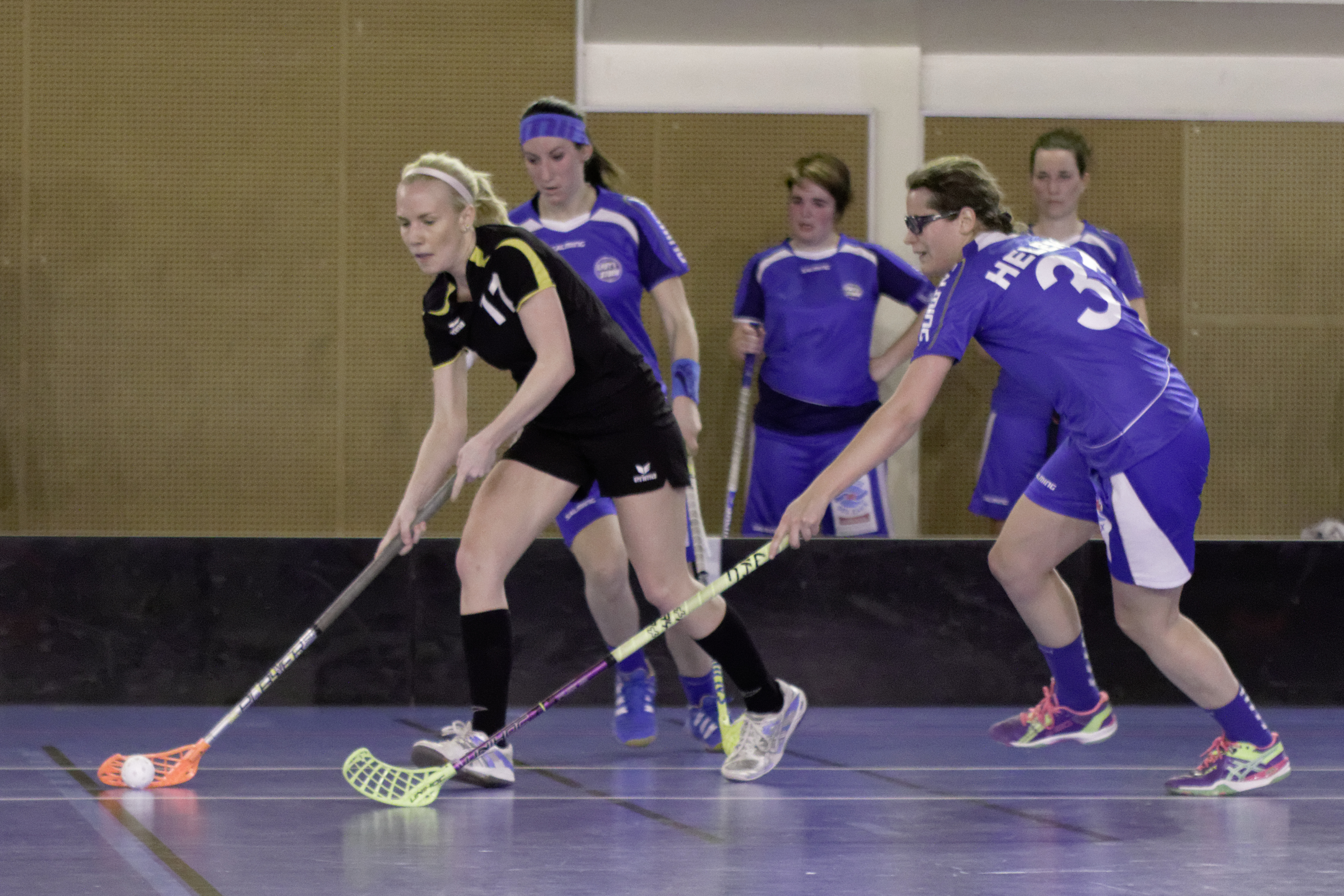
Zawodniczki w trakcie rozgrywki

Unihokej (ang. floorball) – sport drużynowy z pięcioma zawodnikami i bramkarzem w każdej drużynie. Zawodnicy do gry używają poliwęglanowych kijów zakończonych kompozytową blendą oraz ażurowej plastikowej piłki. Celem jest zwycięstwo w meczu poprzez zdobycie większej liczby bramek niż rywal.

## Czym jest unihokej
Unihokej (zwany również floorballem) to dyscyplina sportowa, której utworzenie przypisywane jest Szwedom. Unihokej najłatwiej porównać do hokeja na lodzie, ale w mniej brutalnej formie oraz bez łyżew bądź krążka, a mecze prowadzone są przez dwóch równouprawnionych sędziów.
Zawodnicy występują w strojach sportowych i posługują się wykonanymi z tworzywa sztucznego kijami. Dopuszczalne jest, aby zawodnicy rozgrywający używali ochraniaczy oraz okularów ochronnych. Bramkarze wyposażeni są w specjalne stroje oraz kaski ochronne, które mają za zadanie zapewnić im bezpieczeństwo podczas gry i w pewnym stopniu ułatwić interwencje.
Sport ten jest szczególnie popularny w Szwecji, Finlandii, Szwajcarii oraz w kilku innych krajach takich jak Norwegia, Polska czy Czechy. Poza Europą unihokej systematycznie zwiększa swoją popularność m.in. w Kanadzie, Singapurze, Japonii, Australii oraz w Stanach Zjednoczonych.

## Historia
Aby poznać początki unihokeja, należy cofnąć się do lat 50. XX wieku. Gra została wynaleziona w USA w stanie Minnesota, a dokładnie w fabryce zwanej Cosom w Lakeville, zajmującej się produkcją tworzyw sztucznych. Pierwszeństwo należy do lokalnych pracowników, którzy w 1958 roku stworzyli plastikowe kije, aby grać dla zabawy.
Kilka lat później w Kanadzie oraz USA młodzież zaczęła grać plastikowymi kijami oraz krążkiem na zwykłym boisku. Grę nazwano wtedy floor hockey, a pierwszy duży turniej w tej dyscyplinie został zorganizowany w 1962 r. w Battle Creek w stanie Michigan. Gra w tej formie jest wciąż popularna w Ameryce Północnej.
Europejskie początki
Za propagatora unihokeja w Europie jest uznawany Carl-Åke "Calle" Ahlqvist, który w 1968 r. sprowadził do Szwecji z USA plastikowe kije tzw. „Cosom Hockey” i udostępnił je lokalnej młodzieży z Göteborga, co okazało się ogromnym sukcesem. Aby rozpowszechnić nową dyscyplinę wśród młodzieży, "Calle" jeździł od szkoły do szkoły organizując pokazy gry. W 1972 r. w Göteborgu założył firmę UNIHOC, która jako pierwsza w Europie zaczęła produkować sprzęt sportowy do Unihokeja.
Ekspansja
Gdy w 1986 roku powstawała Międzynarodowa Federacja Unihokeja (IFF), unihokej był popularny tylko w dwóch krajach  - Szwecji i Finlandii, na starym kontynencie grano tylko w Szwajcarii, oraz na dalekim wschodzie w Japonii. Do roku 1990 liczba krajów, które zaczęły uprawiać tę dyscyplinę, wzrosła do 7, a w roku 1994, w którym zorganizowano pierwsze Mistrzostwa Europy w unihokeju, ich liczba wzrosła do 14. W 1996, w momencie organizacji I Mistrzostw Świata, unihokej był już w 20 krajach. W Polsce w unihokeja zaczęto grać od 1992 r., a Polski Związek Unihokeja dołączył do IFF w 1997 r. W 2009 roku w unihokeja grano już w ponad 80 krajach na całym świecie, a w 58 powołano Federacje uznawane przez IFF.
Rozwój
W 10 lat  po powstaniu IFF zostały zorganizowane I Mistrzostwa Świata w unihokeju, w których wzięło udział 12 krajów. Pierwszym organizatorem było miasto Sztokholm w Szwecji, a na finał do Globen Areny przyszło 15 106 widzów. W 1986 w Szwecji powstała największa liga unihokeja - Svenska Superliga, a w 1994 roku Salibandyliga w Finlandii.
Uznanie wśród światowych organizacji
W grudniu 2008 roku  IFF i sport unihokej otrzymały wyróżnienie od Międzynarodowego Komitetu Olimpijskiego (MKOl). W lipcu 2011 roku MKOL oficjalnie powitał IFF w rodzinie Stowarzyszeń Międzynarodowych Federacji Sportowych (ARISF). Będzie to mogło utorować drogę unihokeja do  oficjalnego programu sportowego i pomoże mu stać się częścią Letnich Igrzyskach Olimpijskich.
W 2017 roku we Wrocławiu odbyły się Światowe Igrzyska Sportowe – The World Games, organizowane przez IWGA (International World Games Association), na których po raz pierwszy zagościł Unihokej.

## Ogólne zasady gry
Drużyna składa się z 3 do 5 zawodników grających w polu oraz bramkarza. Bramkarz może zostać przez trenera czasowo zdjęty z boiska i wymieniony na zwykłego zawodnika w polu. W trakcie meczu każda drużyna może zmieniać zawodników dowolną ilość razy, wymiana może być pojedyncza lub całkowita, ale zawsze w strefie zmian.
Zawodnicy mogą kontrolować piłeczkę jedynie kijem– nie mogą używać rąk, ramion ani głowy. Jedynie raz można piłkę zagrać nogą (przed kolejnym dotknięciem piłki gracz musi najpierw posłużyć się blendą). Taki przywilej może wykorzystać odbierając wysoką piłkę na klatkę piersiową (lecz nie może wtedy odrywać obu stóp od ziemi) lub przyjmując ją stopą podczas podania od zawodnika ze swojej drużyny. Nie można używać nogi do strzału na bramkę, ale dopuszcza się jednorazowe podanie nogą.
Dopuszcza się kontakt zawodników, ale tylko bark w bark, zabronione jest popychanie lub blokowanie zawodnika. Zawodnik chcący odebrać piłeczkę przeciwnikowi nie może uderzyć go bezpośrednio w kij ani go blokować lub podbijać, zawodnik nie może też włożyć kija pomiędzy nogi przeciwinka, możliwe jest przejęcie tylko po kontakcie kija z piłką. Niestosowanie się do tych przepisów może skończyć się dla gracza 2-minutową lub 4-minutową karą. W przypadku ewidentnego łamania przepisów i niesportowego zachowania zawodnik może dostać karę meczową.
Piłka
Mecze rozgrywane są ważącą 23 gramy plastikową piłeczką o średnicy 72 mm wraz z 26 otworami, każdy o średnicy 10 mm.
Kije
Kije mają długość trochę powyżej metra. Zrobione są z plastiku lub z lekkiego włókna węglowego. Sam trzon (kij bez blendy) nie jest dłuższy niż 99 cm.
Czas gry
Czas gry wynosi 3 x 20 minut, po każdej tercji następuje 10 minut przerwy. Jeżeli mecz musi być rozstrzygnięty, a po 60 minutach gry widnieje wynik remisowy, rozgrywa się trwającą 10 minut dogrywkę (zasada złotego gola). Jeżeli rozstrzygnięcie wciąż nie zapada przeprowadza się serię rzutów karnych. Każdej drużynie przysługuje po jednej przerwie meczowej.
Wymiary boiska
Pole do gry to prostokąt 40 × 20 metrów otoczony przez bandy o wysokości 50 centymetrów, zaokrąglające się przy rogach boiska. Bramka ma wymiary 1,60 × 1,15 metra i 65 cm głębokości. Punkty rzutów sędziowskich znajdują się na linii środkowej, jak również na domyślnym przedłużeniu linii bramkowych, w odległości 1,5 m od dłuższych boków bandy.
Sędziowie
Mecz jest prowadzony przez dwóch równouprawnionych sędziów, którzy znajdują się po przeciwległych stronach boiska.
Bramkarz
Każdy bramkarz jest wyposażony w specjalny strój ochraniający nogi i tułów oraz kask ochraniający głowę. Bramkarz nie może posługiwać się kijem, może łapać piłkę rękoma, ale tylko w strefie bramkowej. Poza strefą bramkarz jest traktowany jak zwykły zawodnik (lecz bez kija).

## Odmiany gry

### Freebandy
To odmiana unihokeja, stworzona  w 2000 roku przez fanów unihokeja, którzy specjalizują się w technice zwanej "Zorro" co wiąże się podnoszeniem i jak najdłuższym utrzymywaniem piłki na kiju. Ta technika jest także określana jako "airhooking" lub "skyhooking". We freebandy zasady są bardzo podobne do tych z unihokeja, z wyjątkiem ograniczeń dotyczących wysokości podnoszenia kija. Również kije są modyfikowane tak, aby łatwiejsze było utrzymanie piłki.

### Streetbandy
Uproszczona wersja unihokeja, w której gra się mniejszą liczbą zawodników, krótszy jest też czas rozgrywki. Rozgrywana przeważnie na zewnątrz na różnych powierzchniach. Najbardziej popularna jest w Szwecji i gra się w nią według poniższych zasad:
- 3 zawodników w polu
- małe bramki bez bramkarzy
- z reguły o połowę mniejsze boisko niż w unihokeju
- tercja trwa 10 minut
- najczęściej gra się do 5 goli
- nie dopuszcza się popychania, wysokich kijów oraz brutalnej gry[6].

### Swiss floorball
Zmieniona wersja unihokeja, popularna w Szwajcarii, w której gra się na mniejszym boisku z 3 zawodnikami w polu. Czas gry jest skrócony do dwóch części po 15-20 minut. Gra ta nazywana jest w Szwajcarii "smallcourt" (Kleinfeld).

### Unihokej na wózku inwalidzkim
Jest to odmiana unihokeja opracowana specjalnie dla graczy poruszających się na wózkach inwalidzkich. Gra pod względem zasad nie różni się zbytnio od tradycyjnej, zawodnicy używają tych samych kijów i piłeczki, do gry dopuszczony jest również bramkarz.

## Unihokej w Polsce

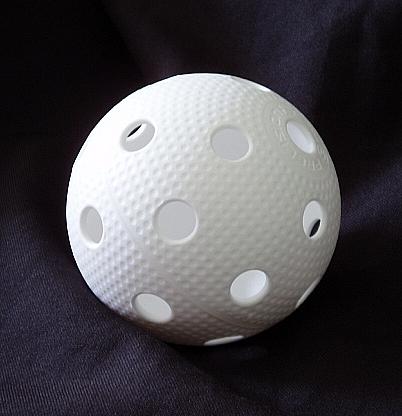
Piłka do unihokeja

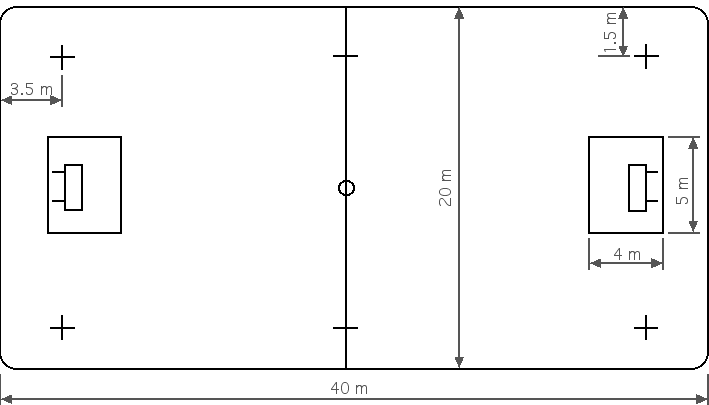
Wymiary boiska do gry

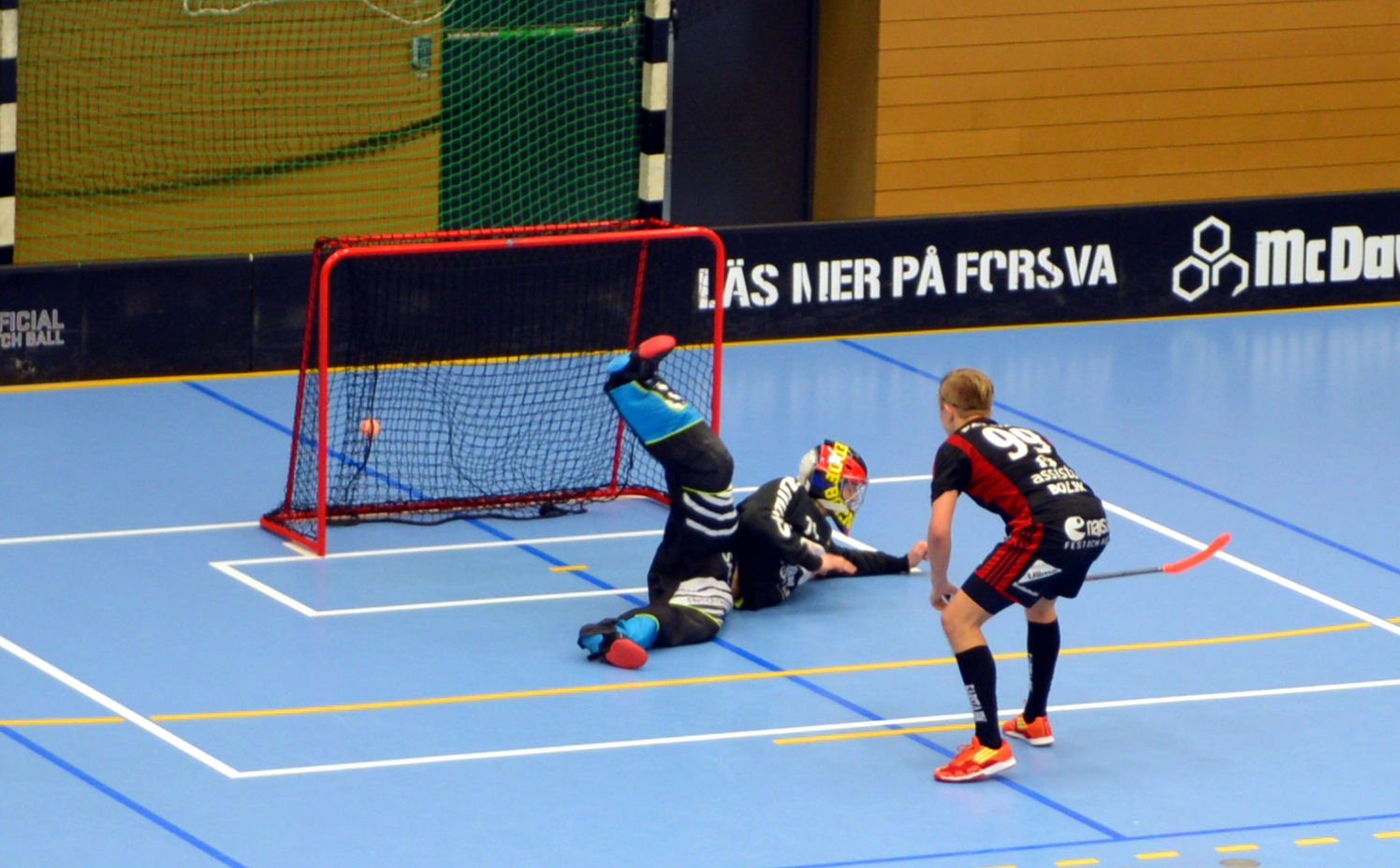
Zawodnik w trakcie wykonywania rzutu karnego

Unihokej do Polski trafił za sprawą Elżbiety i Rogera Żółtowskich z Gdyni, którzy w 1991 i 1992 zorganizowali szereg spotkań i prezentacji unihokeja. Pokazy gry odbyły się w Zielonej Górze i na Gdańskim AWF i były połączone z przekazywaniem materiałów szkoleniowych dla szkół i klubów sportowych. W niedługim czasie ruszyły pierwsze turnieje i powstały pierwsze kluby (Gdański Klub Sportowy UNO).
I Krajowy Zjazd Delegatów Polskiej Federacji Unihoca odbył się 25 lutego 1995 roku. Dwa lata później (1997) podjęto uchwałę o zmianie nazwy na "Polska Federacja Unihokeja - Floorball". W tym samym czasie Polska stała się członkiem Międzynarodowej Federacji Unihokeja (IFF). Rok później odbyły się pierwsze rozgrywki, w których zespoły rywalizowały w dwóch kategoriach: juniorów i seniorów. Również w 1998 roku reprezentacja mężczyzn rozegrała swój pierwszy mecz międzypaństwowy z Łotwą, a 2 lata później, w roku 2000, po raz pierwszy wzięła udział w Mistrzostwach Świata. W roku 2001 swój inauguracyjny występ w Mistrzostwach Świata odnotowała reprezentacja kobiet oraz juniorów.

## Międzynarodowa Federacja Unihokeja (IFF)
IFF jest organizacją sportową z siedzibą w Helsinkach, została założona 12 kwietnia 1986 w Huskvarnie przez federacje w Finlandii, Szwecji i Szwajcarii. Jest odpowiedzialna za organizowanie oficjalnych międzynarodowych rozgrywek w unihokeju i obecnie zrzesza 57 krajów (43 zwykłych członków i 14 członków o statusie tymczasowym).

## Mistrzostwa i Puchary

### Mistrzostwa Świata
MŚ organizowane są przez Międzynarodową Federację Unihokeja (IFF). W turnieju tym spotykają się reprezentacje z całego świata i rywalizują o tytuł Mistrza Świata. W dotychczasowej historii mistrzostw organizowanych od 1996 roku po tytuł ten wśród mężczyzn, sięgały tylko dwa kraje - Szwecja i Finlandia, natomiast wśród kobiet oprócz Szwecji i Finlandii do grona należy też Szwajcaria, której udało się to jeden raz w 2005 r.
- Mistrzostwa Świata w unihokeju mężczyzn - organizowane w grudniu w każdy parzysty rok od 2008 r.
- Mistrzostwa Świata w unihokeju kobiet - organizowane w grudniu w każdy nieparzysty rok od 2009 r.
- Mistrzostwa Świata U-19 w unihokeju mężczyzn - organizowane w maju w każdy nieparzysty rok od 2009 r.
- Mistrzostwa Świata U-19 w unihokeju kobiet - organizowane w maju w każdy parzysty rok od 2008 r.

Od 1996 do 2000 r. MŚ były podzielone na trzy dywizje A,B i C, gdzie drużyna, która zajęła ostatnie miejsce w dywizji, spadała do niższej i na odwrót. Uniemożliwiało to jednak słabszym krajom takim jak Kanada, USA czy Japonia dostanie się do wyższych dywizji, przez co turniej finałowy ograniczał się tylko do krajów z Europy. W 2009 roku zrezygnowano z tej reguły i przyjęto metodę stosowaną w FIFA, w której każdy kraj musi startować w kwalifikacjach do MŚ bez względu na miejsce w rankingu IFF (jedynym wyjątkiem jest organizator, który jest zwolniony z kwalifikacji). Dodatkowo każdy kontynent ma swoją grupę kwalifikacyjną, z której przynajmniej jeden lub dwa kraje (w zależności od liczby drużyn) awansują do turnieju finałowego.

### Puchar EuroFloorball
Puchar EuroFloorball (EuroFloorball Cup) jest imprezą coroczną. W turnieju tym występuje jednocześnie 6 klubów męskich i żeńskich. Podczas niej wyłoniona zostaje drużyna, która awansuje do Pucharu Mistrzów (Champions Cup). Przed rokiem 2008 puchar ten nazywał się Pucharem Europy (European Cup), do roku 2011 rywalizowano w nim o tytuł najlepszej drużyny na świecie, ale po powstaniu Pucharu Mistrzów grają w nim wyłącznie drużyny z krajów które w rankingu IFF zajmują miejsce od 5 w górę.

### Puchar Mistrzów IFF
Puchar Mistrzów IFF (Champions Cup) - najbardziej elitarny turniej unihokeja, w którym wyłaniany jest najlepszy klub na świecie. Organizowany pod tą nazwą od roku 2011, wcześniej jako Puchar Eurofloorball(EuroFloorball Cup). Zasady turnieju są identyczne jak w pucharze EFC, ale jest organizowany dla klubów z krajów, które w rankingu IFF zajmują miejsce od 1 do 4 oraz zwycięzcy pucharu EFC.

### Czech Open
Czech Open to największy na świecie turniej drużyn klubowych. Tradycyjnie rozgrywa się on w Pradze (Czechy) od roku 1992. Jest znany nie tylko ze względu na wysoki poziom gry, ale również dzięki swojej wspaniałej oprawie. Co roku do turnieju zgłasza się blisko 250 drużyn z około 20 krajów, które są podzielone na kategorie - Elita, Pro, Open oraz Juniorzy.